# Les eumènides

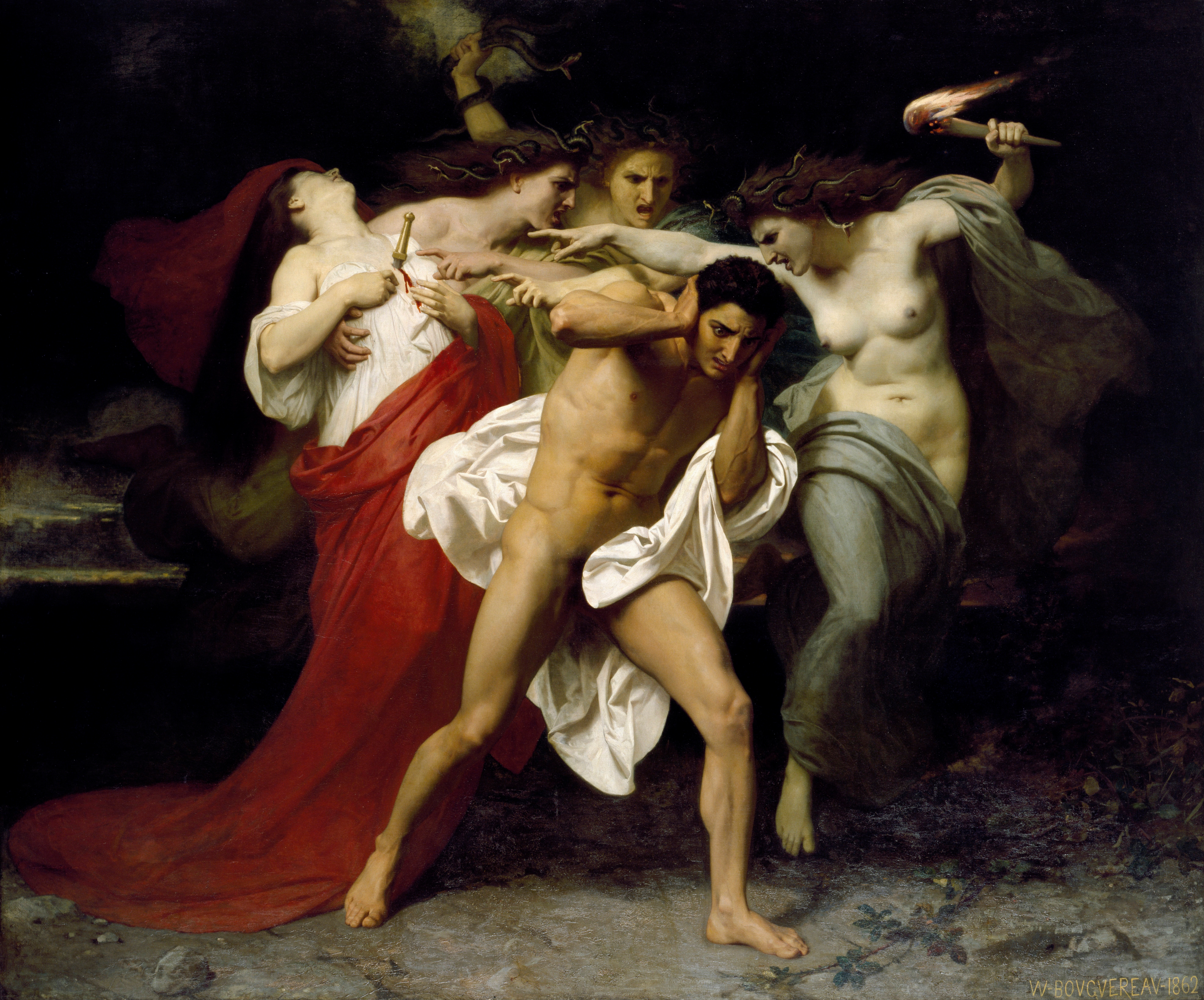
El remordiment d'Orestes, de William-Adolphe Bouguereau

Les eumènides -Ευμενίδες (grec)- és la darrera obra de L'Orestea d'Èsquil. Les erínnies, que no es poden anomenar i per això s'utilitza l'eufemisme eumènides ('benèvoles'), són les dees de la venjança que persegueixen Orestes per la mort de la seva mare Clitemnestra. L'escena es desenvolupa al santuari de Delfos, temple principal d'Apol·lo, i després segueix a Atenes. Segons Carles Riba, traductor de l'obra al català, "Les Eumènides són un drama que es juga entre els déus".

## Personatges
- Cor d'erínnies
- Sacerdotessa
- Apol·lo
- Orestes
- Fantasma de Clitemnestra
- Atena
- Ciutadans atenesos

## Introducció
Les eumènides és l'obra final de L'Orestea, en què Orestes, Apol·lo i les Erínnies compareixen davant un jurat d'atenesos a l'Areòpag per decidir si l'assassinat de Clitemnestra per part del seu fill, Orestes, el fa mereixedor del turment que li han infligit.

## Drama
La Pítia del temple de Delfos és qui fa la introducció. Allà es troba Orestes, que ve a Delfos amb la intenció de rentar la seva culpa per haver mort la seva mare Clitemnestra. Adormides al costat seu, hi ha les terribles i innombrables erínnies: les eumènides, deïtats ctòniques que vengen el parricidi i el matricidi. Ell, per instigació de la seva germana Electra i del déu Apol·lo, ha mort la seva mare, Clitemnestra, que va assassinar el seu pare, el rei Agamèmnon, qui alhora havia mort la seva filla Ifigènia. Orestes troba refugi en el nou temple d'Apol·lo a Delfos, i el déu, incapaç d'alliberar-lo de la molesta ira de les fúries, l'aconsella que fugi a Atenes, sota la protecció d'Hermes, per sotmetre's al judici de la dea Atena. Mentrestant, el déu llança un conjur sobre les fúries que el persegueixen, per retardar-les.
Apareix el fantasma de Clitemnestra assassinada, que desperta les dorments erínnies, instant-les que continuïn perseguint Orestes. La primera aparició en escena de les erínnies és terrible: canten alhora a mesura que es desperten el δέσμιος ὔμνος désmios hymnos, un cant que encadena màgicament l'objectiu de castigar Orestes amb el seu destí, sense que hi puguin intervenir els déus. I busquen l'olor de la sang que les portarà a seguir el rastre d'Orestes. A Atenes Orestes és jutjat per l'areòpag on també hi han presents els déus, sobretot Apol·lo i Atena. Orestes, després del debat dels jutges, en resulta absolt per empat, i no per majoria i marxa joiós cap a Argos.